# Oleg Losev

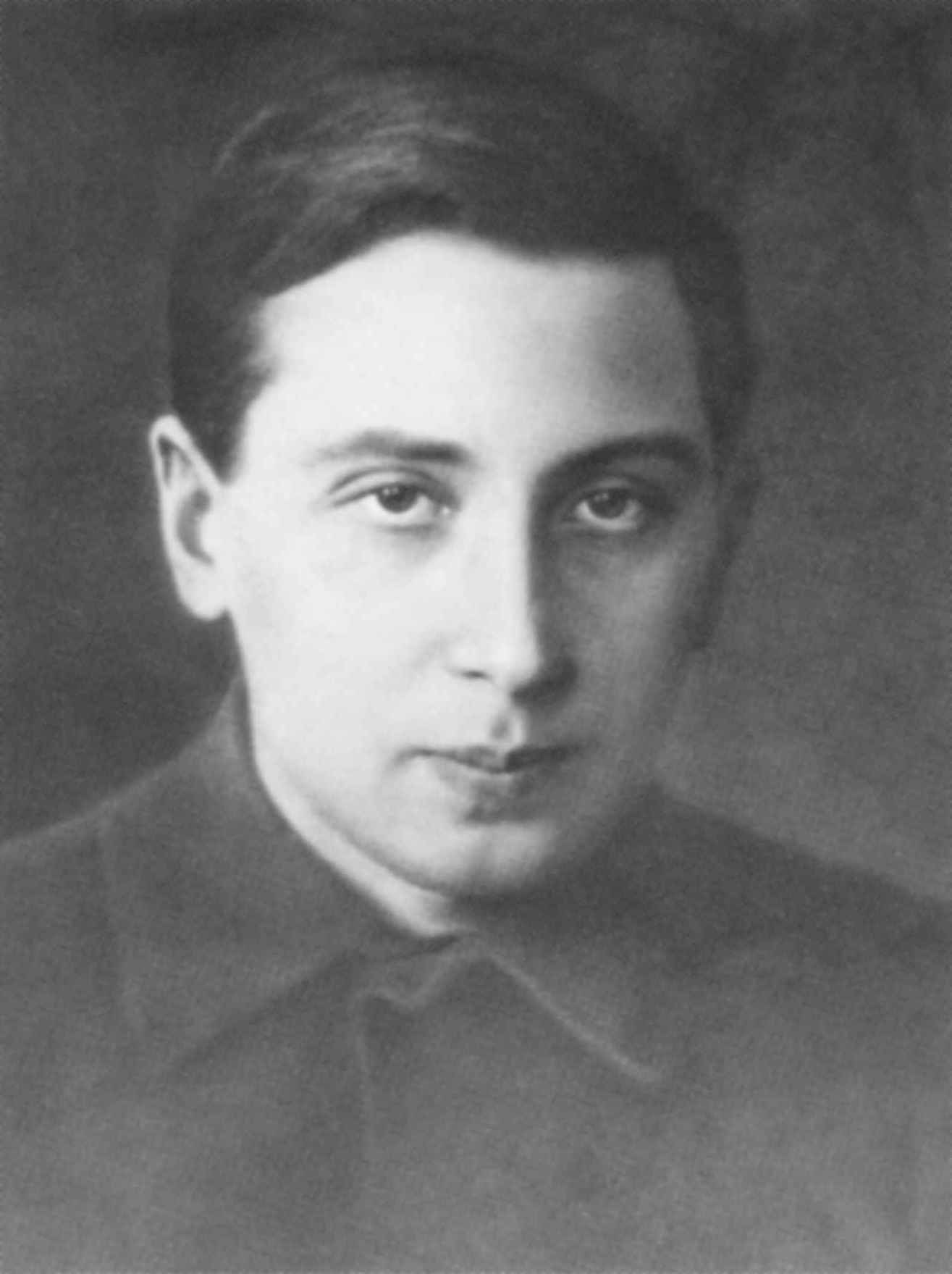
Oleg losev

Oleg Vladimirovitsj Losev (Russisch: Олег Владимирович Лосев) (Tver, 10 mei [O.S. 27 april] 1903 – Leningrad, 22 januari 1942) was een Russische wetenschapper en uitvinder van de led. 

## Biografie
Losev werd geboren in een welgestelde familie in Rusland. Hij publiceerde een aantal artikelen en verwierf een aantal patenten gedurende zijn korte carrière. In de jaren 1920 ontdekte hij de led. Erkenning daarvoor kreeg hij pas eind 20e en begin 21e eeuw. Hij stierf in Leningrad aan de gevolgen van ondervoeding ten tijde van de belegering van de stad door de Duitsers.

## Led
Gedurende zijn werkzaamheden als radiotechnicus merkte hij dat diodes die gebruikt werden in radio-ontvangers licht uitstraalden als er stroom doorheen werd gestuurd. In 1927 publiceerde Losev details over de eerste led in een Russisch tijdschrift.
Tussen 1924 en 1941 publiceerde hij een aantal artikelen waarin hij uitweidde over de werking van een apparaat dat hij aan het ontwikkelen was dat licht zou moeten genereren door middel van elektroluminescentie. Hij stierf voordat hij dit kon realiseren.
In april 2007 werd Losev in het tijdschrift Nature Photonics door Nikolay Zheludev vermeld als uitvinder van de led.
- International Standard Name Identifier: 0000 0000 5233 9138
- Library of Congress Control Number: nr2005025656
- Virtual International Authority File: 9803587
- WorldCat: E39PBJcR6RWFWDh6YMHY3gdhHC